# Liste der Kulturgüter in Santa Maria in Calanca
Die Liste der Kulturgüter in Santa Maria in Calanca enthält alle Objekte in der Gemeinde Santa Maria in Calanca im Kanton Graubünden, die gemäss der Haager Konvention zum Schutz von Kulturgut bei bewaffneten Konflikten, dem Bundesgesetz vom 20. Juni 2014 über den Schutz der Kulturgüter bei bewaffneten Konflikten sowie der Verordnung vom 29. Oktober 2014 über den Schutz der Kulturgüter bei bewaffneten Konflikten unter Schutz stehen.
Objekte der Kategorie A sind vollständig in der Liste enthalten, Objekte der Kategorie B sind im Gemeindegebiet nicht ausgewiesen, Objekte der Kategorie C fehlen zurzeit (Stand: 1. Januar 2023).

## Kulturgüter
| Foto | | Objekt | Kat. | Typ | Standort                       | Beschreibung |
| ---- | --- | --- | ---- | --- | ------------------------------ | ------------ |
| ja   | Datei hochladen · Wikidata zu Kirche Santa Maria Assunta und Pfarrhaus (ehemaliges Kloster) (Q1466798) | Kirche Santa Maria Assunta und Pfarrhaus (ehemaliges Kloster) / Chiesa di Santa Maria Assunta e casa parrocchiale (vecchio convento) KGS-Nr.: 03212 | A    | G   | A la Gescia 22 731630 / 124830 |              |
| ja   | Datei hochladen · Wikidata zu Turm von Sta. Maria in Calanca (Q1566608)                                | Turm von Sta. Maria, mittelalterliche Burgruine / Torre di Santa Maria, rovina di castello medievale KGS-Nr.: 03213                                 | A    | G   | 731620 / 124859                |              |